# جي بي يو-10
جي بي يو-10 (بالإنجليزية: GBU-10 Paveway II)‏: قنبلة أمريكية الصنع، من سلسلة القنابل الموجهة بالليزر،
صنعت استنادا إلى قنبلة مارك 84 للأغراض العامة، ولكن مع طالب الليزر وأجنحة للاسترشاد بها. أدخلت خدمة في عام 1976. تستخدم من قبل القوات الجوية الأمريكية والبحرية الأمريكية وقوات مشاة البحرية الأمريكية والقوات الجوية الملكية الأسترالية ومختلف القوات الجوية حلف شمال الأطلسي .
تم بناء جي بي يو-10 في أكثر من نصف دزينة من المتغيرات. ووزنها يتراوح بين 2055 £ (934 كلغ) إلى 2103 £ (956 كلغ). ويتم إنتاجها من قبل مقاولي الدفاع لوكهيد مارتن ورايثيون. حيث بدأ رايثيون إنتاج القنبلة بعد شرائها خط الإنتاج من شركة تكساس إنسترومنتس . ومنحت شركة لوكهيد مارتن عقدا لتتنافس مع رايثيون عندما كان هناك انقطاع في الإنتاج ناجم عن نقل الصناعات التحويلية من ولاية تكساس.